# Oliver Gussenberg
Oliver Gussenberg (ur. 21 kwietnia 1978) – niemiecki judoka. Dwukrotny olimpijczyk. Odpadł w eliminacjach w Sydney 2000 i siódmy w Atenach 2004. Walczył w wadze ekstralekkiej.
Piąty na mistrzostwach świata w 2003 i uczestnik zawodów w 1999. Startował w Pucharze Świata w latach 1997–2002. Piąty na mistrzostwach Europy w 1998. 

## Letnie Igrzyska Olimpijskie 2000
| Konkurencja | Rundy eliminacyjne       | Klas. końcowa |
| Konkurencja | 1/32                     | Miejsce       |
| ----------- | ------------------------ | ------------- |
| 60 kg       | Bazarbiek Donbaj (KAZ) P | I runda       |

## Letnie Igrzyska Olimpijskie 2004
| Konkurencja | Rundy eliminacyjne      | Rundy eliminacyjne      | Repasaże             | Repasaże                  | Repasaże            | Klas. końcowa |
| Konkurencja | 1/32                    | 1/16                    | Przeciwnik I         | Przeciwnik II             | Przeciwnik III      | Miejsce       |
| ----------- | ----------------------- | ----------------------- | -------------------- | ------------------------- | ------------------- | ------------- |
| 60 kg       | Siarhei Novikau (BLR) Z | Tadahiro Nomura (JPN) P | Modesto Lara (DOM) Z | Miguel Albarracín (ARG) Z | Choi Min-ho (KOR) P | 7.            |